# Duda (okręg Vaslui)
Duda – wieś w Rumunii, w okręgu Vaslui, w gminie Duda-Epureni. W 2011 roku liczyła 1202 mieszkańców.